# 2000 метров до Андреевки
«2000 ме́тров до Андре́евки» (англ. 2000 Meters to Andriivka) — украинский документальный фильм 2025 года, снятый и спродюсированный Мстиславом Черновым. Повествование ведётся от лица Чернова и Александра Бабенко, следующих за украинским взводом, выполняющим задание по освобождению оккупированного Россией села Андреевка.
В своём прошлом фильме «20 дней в Мариуполе», который в 2024 году удостоился премии «Оскар», Чернов показал страдания, которые переносили мирные жители в первые дни российско-украинской войны. В картине «2000 метров до Андреевки» режиссёр сместил фокус на украинских солдат — на то, кто они, откуда родом и какие немыслимые решения им приходится принимать в окопах, сражаясь за каждый сантиметр земли.
Мировая премьера состоялась 23 января 2025 года на кинофестивале «Сандэнс».

## Сюжет
Во время неудачного контрнаступления в 2023 году Чернов и его коллега из The Associated Press Александр Бабенко следуют за украинским взводом, преодолевающим 1,6 км через сильно укреплённый лес, чтобы освободить оккупированное Россией село Андреевка. Однако чем дальше солдаты продвигаются по разрушенной земле, тем больше в их голове возникает мыслей о том, что война может никогда не закончиться. Сочетая кадры с нашлемных камер на военнослужащих и моменты их размышлений, Чернов показывает разрушительную сторону войны в Украине, свой личный взгляд на неё.

## Производство
«В то время, когда решаются судьба и будущее Украины, для меня важно показать происходящее со стороны солдат, которые погибли или продолжают сражаться в этой войне. Фильм построен так, чтобы зрители будто очутились на поле боя, чтобы увидели и прочувствовали опыт солдат и то, каково это — быть там».Мстислав Чернов
Frontline и The Associated Press спродюсировали фильм, PBS Distribution занималась его распространением в Северной Америке, а Dogwoof — в остальном мире. Это второе сотрудничество Чернова с данными компаниями после картины «20 дней в Мариуполе».

## Релиз
Мировая премьера фильма состоялась 23 января 2025 года на кинофестивале «Сандэнс».

## Восприятие
На сайте-агрегаторе рецензий Rotten Tomatoes фильм получил рейтинг свежести 95 % и оценку 8,3/10 на основе 20 рецензий критиков. На сайте-агрегаторе рецензий Metacritic картина имеет рейтинг 85 баллов из 100 на основе 8 отзывов критиков, что означает «всеобщее признание».
На кинофестивале «Сандэнс» Мстислав Чернов получил награду за режиссуру в категории «Иностранный документальный фильм».
30 марта 2025 года на кинофестивале CPH:DOX фильм получил премию F:ACT AWARD в категории «Лучший документальный фильм в жанре журналистского расследования». «В конечном счёте мы присуждаем премию F:ACT фильму „2000 метров до Андреевки“ не только потому, что конфликт у наших дверей, но и потому, что это кинематографический шедевр: захватывающее, многослойное изображение войны, сравнимое с картиной „На Западном фронте без перемен“. Но это не Первая мировая война, это происходит сегодня. Бессмысленность войны, а также её тревожная поэзия — всё в полной мере продемонстрировано в фильме. Автор, оказавшийся в центре кровопролития, возвращает нас к реальности, создав антивоенное кино, которое заставляет задуматься о ценности каждой потерянной человеческой жизни», — заключило жюри фестиваля.

## Награды и номинации
| Год  | Организация                    | Награда                                                          | Результат | И     |
| ---- | ------------------------------ | ---------------------------------------------------------------- | --------- | ----- |
| 2025 | «Сандэнс»                      | Лучший иностранный документальный фильм                          | Номинация | [ 7 ] |
| 2025 | «Сандэнс»                      | Лучший режиссёр иностранного документального фильма              | Победа    | [ 7 ] |
| 2025 | «Копенгагенский кинофестиваль» | Лучший документальный фильм в жанре журналистского расследования | Победа    | [ 8 ] |